# El ocho (fútbol)
En fútbol, el ocho, también llamado Mariquiteña en Brasil, y en Uruguay conocido como la del 30’ , es una de las jugadas más básicas pero también una de las más útiles, ya que se puede confundir al oponente e impedir que este le arrebate la pelota al usuario. Es una forma de autopase.

## Descripción
Consiste en echar el cuerpo hacia un lado, ya sea izquierda o derecha, mientras el oponente esté al frente para hacerle creer que el usuario va hacia esa dirección. Después se patea el balón hacia el otro lado y rápidamente se va por el por el lado hacia donde pretendía ir y se sigue jugando.

## Variantes
Existen algunas variantes de esta útil jugada, entre ellas:
- Se realiza la jugada frente a 2 (o más) oponentes, ya sea en que estén paralelos o perpendiculares al usuario.
- Una vez realizada la jugada y el oponente persigue al usuario por detrás, este puede repetir la jugada pero golpeando la pelota hacia atrás. Esto se puede hacer varias veces seguidas hacia adelante y hacia atrás.
- Se puede también efectuar la rabona o la bicicleta antes de ejecutar el ocho, para lograr más efecto y confundir más al oponente.

Es recomendable usar el término «Mariquiteña» para referirse a una sola ejecución de esta jugada. En caso de que se realice la jugada dos veces seguidas frente a distintos oponentes y direcciones opuestas, sí se forma el número ocho (8).